# Ладеники
Ладеники (бел. Ладзе́нікі) — агрогородок в Новогрудском районе Гродненской области Республики Беларусь. Административный центр Ладеникского сельсовета.

## География
Расположен в 7 км напрямую на север от Новогрудка, 169 км от Гродно, 30 км от железнодорожной станции Новоельня.

## История
Впервые Ладеники (встречается Лойдейники или Лоденики) как деревня упоминаются в письменных источниках под 1575 годом.
Около агрогородка обнаружен курганный могильник X—XI вв.
В 2010 году деревня Ладеники преобразована в агрогородок.

## Население

### Численность
- 2009 год — 393 жителей

### Динамика
- 1998 год — 147 дворов, 378 жителей
- 2009 год — 393 жителей (перепись населения)[4]

## Инфраструктура
Базовая школа, библиотека, Дом культуры, фельдшерско-акушерский пункт, отделение связи, торговые объекты

## Культура
- Дом культуры
- Библиотека
- Краеведческий музей

## Достопримечательность
- Курганный могильник X—XI вв.
- Памятник землякам, погибшим в Великой Отечественной войне